# Christiane Langenberger
Christiane Langenberger, née le 21 avril 1941 à Berne et morte le 16 août 2015 à Romanel-sur-Morges, est une personnalité politique suisse.

## Biographie
Christiane Langenberger est successivement conseillère nationale de 1995 à 1999, puis conseillère aux États de 1999 à 2007, représentant le canton de Vaud. 
Entre janvier 2003 et mars 2004, elle occupe le poste de présidente du Parti radical-démocratique suisse. C'est la première femme à accéder à la présidence du PRD.